# Osa Massen
Osa Massen (13 de janeiro de 1915 – 2 de janeiro de 2006) foi uma atriz de cinema dinamarquesa.
Sepultada no Westwood Village Memorial Park Cemetery.